# Tres (Italie)
Tres est une ancienne commune italienne de moins de 1 000 habitants située dans la province autonome de Trente dans la région du Trentin-Haut-Adige dans le nord-est de l'Italie. Elle a fusionné le 1er janvier 2015 avec les communes de Coredo, Smarano, Taio et Vervò pour former la commune de Predaia.

## Administration
| Période                                  | Période | Identité | Étiquette | Qualité |
| ---------------------------------------- | ------- | -------- | --------- | ------- |
|                                          |         |          |           |         |
| Les données manquantes sont à compléter. |         |          |           |         |

### Communes limitrophes
Coredo, Smarano, Sfruz, Taio, Cortaccia sulla Strada del Vino, Vervò